# قولان (استان جامبیل)
قولان (به قزاقی: Құлан، قۇلان}} یک منطقهٔ مسکونی در قزاقستان است که در شهرستان تورار ریسکولوف واقع شده‌است.

## نگارخانه

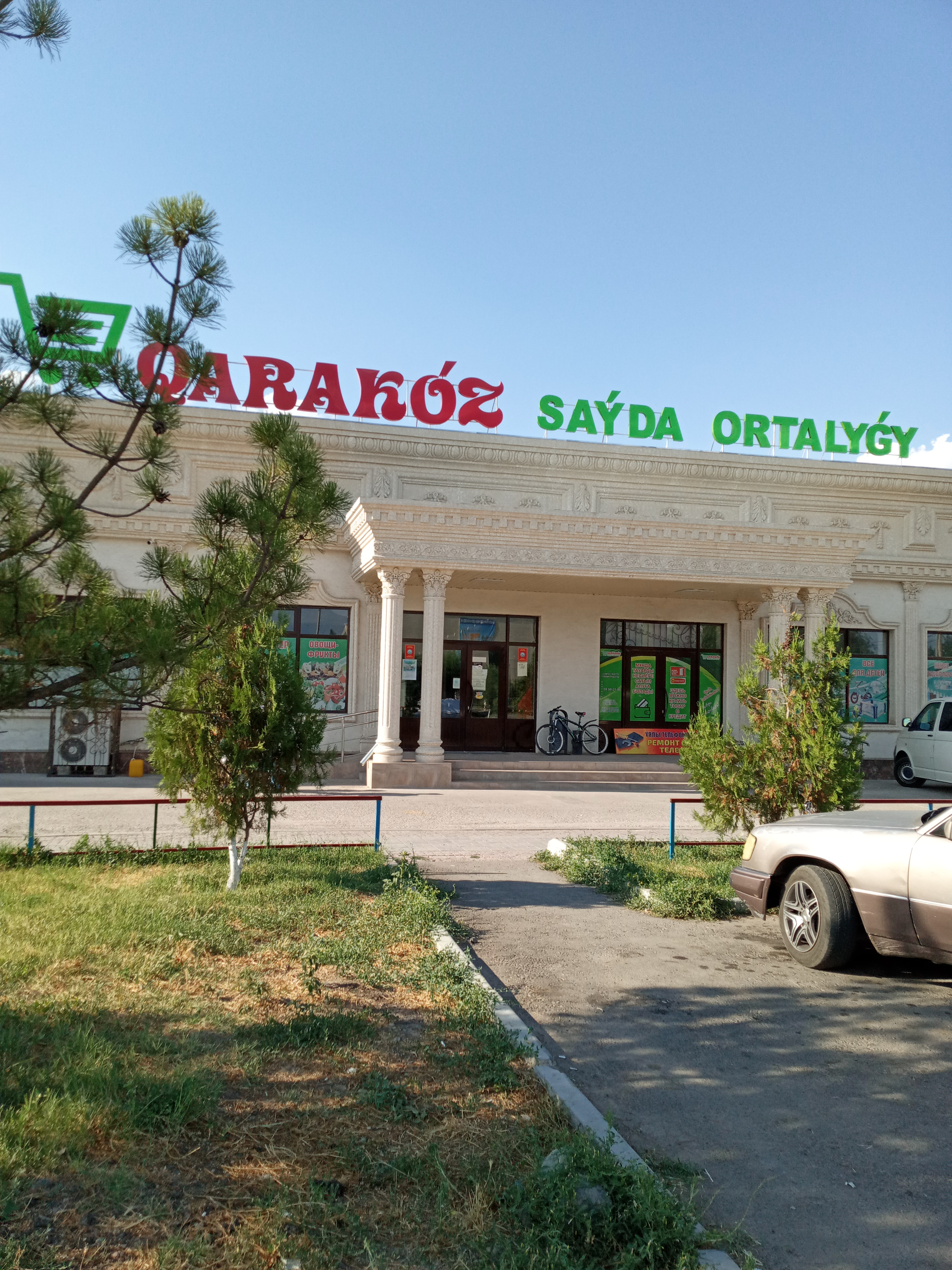
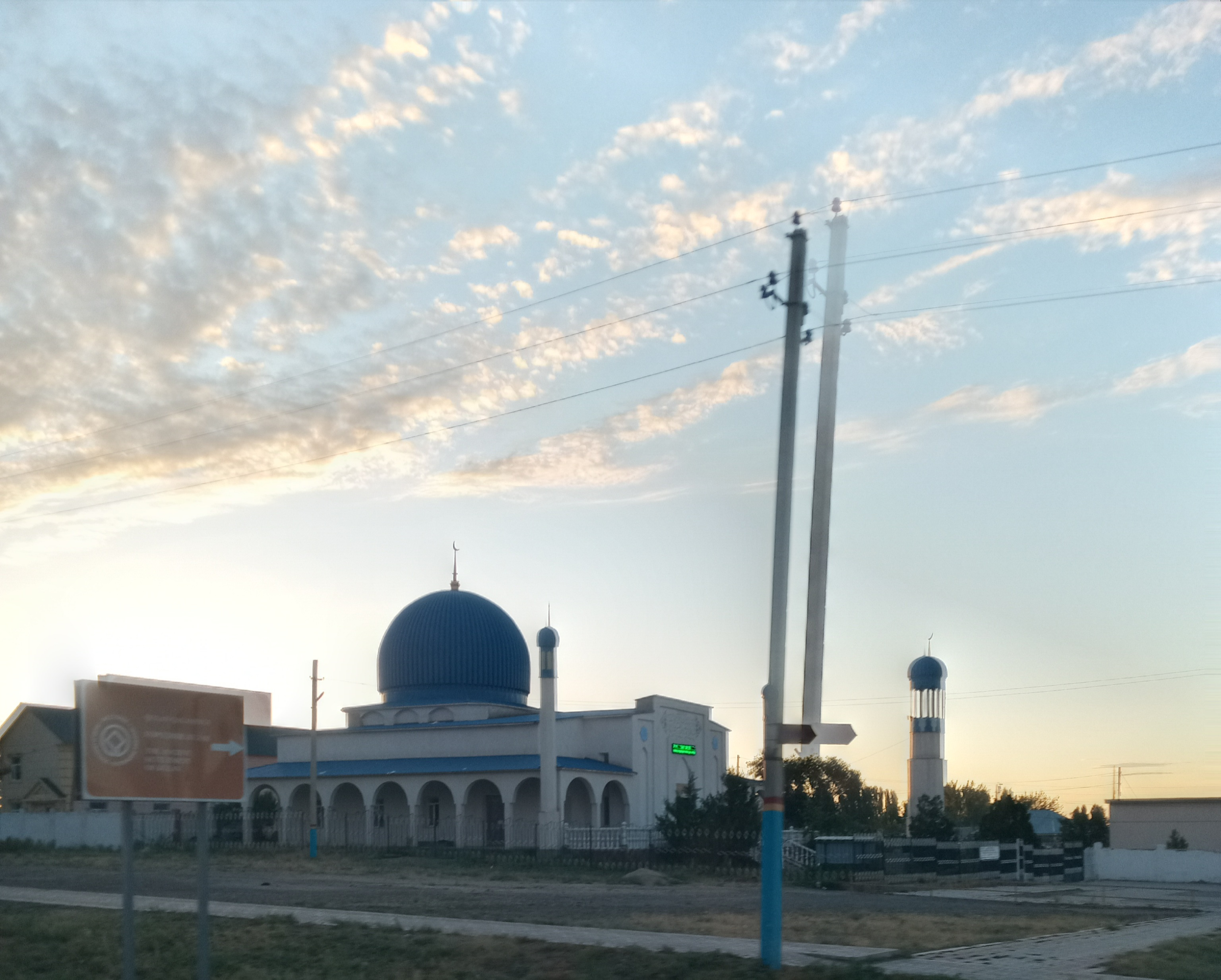